# 茶园乡 (兴国县)
茶园乡，是中华人民共和国江西省赣州市兴国县下辖的一个乡镇级行政单位。

## 行政区划
茶园乡下辖以下地区：
茶园村、匡坊村、富足村、孔目村、全坑村、河背村、罗坑村、六科村、义渡村、豪兴村、教富村和里溪村。